# Miroslav Beránek
Miroslav Beránek (Benešov, 1957. április 24. –) cseh labdarúgóedző.

## Sikerei
Slavia Praha:
- Cseh kupa : 2001–02

Csehország U21:
- U21-es labdarúgó-Európa-bajnokság : 2002

Debreceni VSC:
- Magyar labdarúgó-bajnokság : 2006–07

Asztana FK:
- Kazah kupa : 2012